# Kanton Montélimar-2

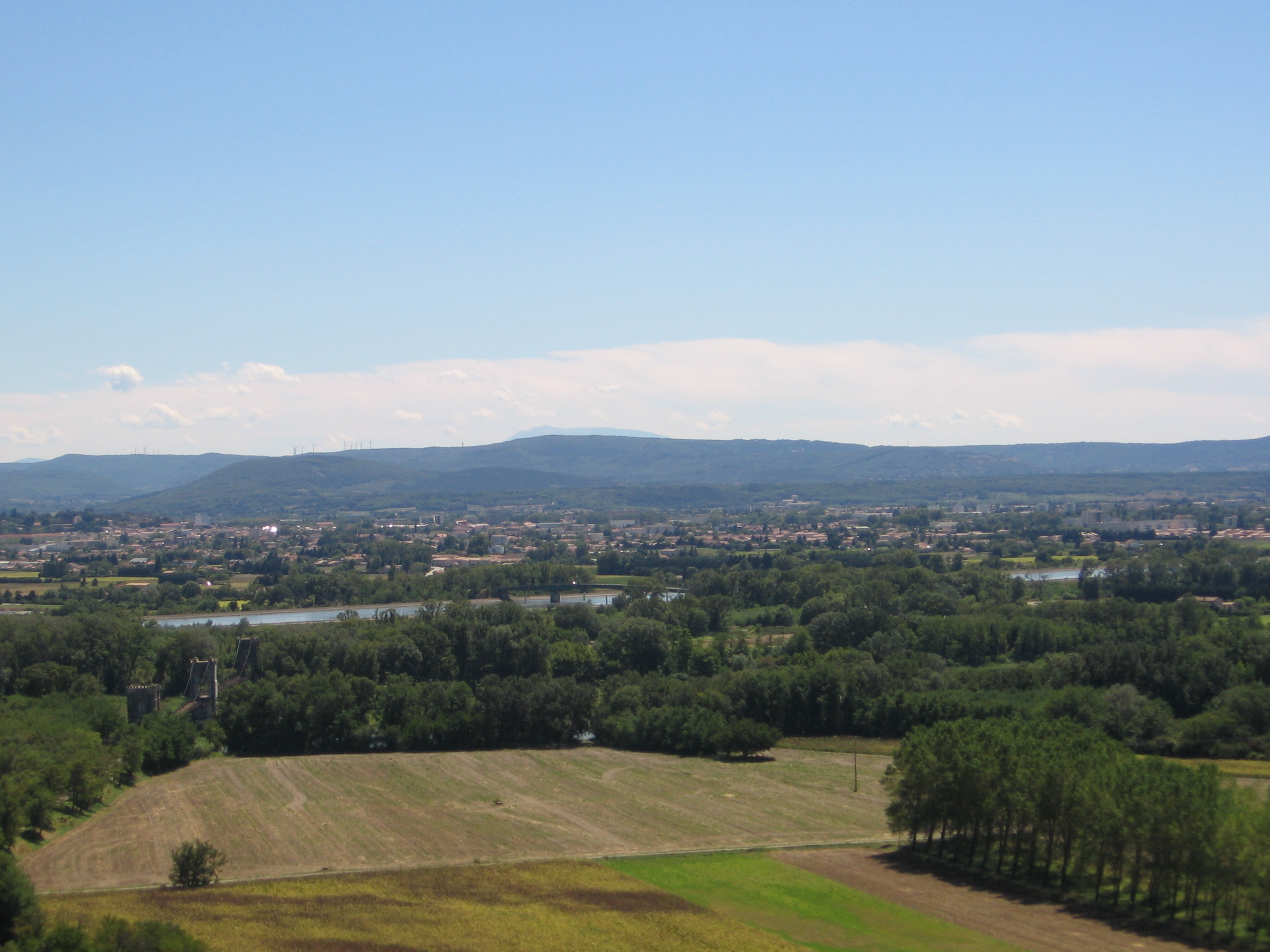
Montélimar

Der Kanton Montélimar-2 ist seit 1973 ein französischer Kanton im Arrondissement Nyons, im Département Drôme und in der Region Auvergne-Rhône-Alpes; sein Hauptort ist Montélimar.
Der Kanton Montélimar-2 hat 27.696 Einwohner (Stand 2022).

## Gemeinden

### Bis 2015
Der Kanton umfasste den südlichen Teil der Stadt Montélimar und die weiteren neun Gemeinden Allan, Châteauneuf-du-Rhône, Espeluche, Malataverne, Montboucher-sur-Jabron, Portes-en-Valdaine, Puygiron, Rochefort-en-Valdaine und La Touche. 

### Seit 2015
Der Kanton besteht aus fünf Gemeinden und Gemeindeteilen mit insgesamt 27.696 Einwohnern (Stand: 2022) auf einer Gesamtfläche von 100,87 km²:
| Gemeinde               | Einwohner 1. Januar 2022 | Fläche km² | Dichte Einw./km² | Code INSEE | Postleitzahl |
| ---------------------- | ------------------------ | ---------- | ---------------- | ---------- | ------------ |
| Allan                  | 1.927                    | 28,81      | 67               | 26005      | 26780        |
| Châteauneuf-du-Rhône   | 2.807                    | 27,27      | 103              | 26085      | 26780        |
| Espeluche              | 1.137                    | 11,33      | 100              | 26121      | 26780        |
| Montboucher-sur-Jabron | 2.559                    | 9,80       | 261              | 26191      | 26780        |
| Montélimar             | 19.266                   | 23,66      | 814              | 26198      | 26200        |
| Kanton Montélimar-2    | 27.696                   | 100,87     | 275              | 2609       | –            |

1. ↑   Nur der südliche Teil der Gemeinde, der Rest gehört zum Kanton Montélimar-1.